# Гришаев, Владимир Фёдорович
Гриша́ев, Влади́мир Фёдорович (4 марта, 1951, Сызрань — 6 июня, 1999, Чебоксары, Россия) — русский витражист, график, живописец, монументалист.

## Биография
Родился в городе Сызрань Куйбышевской области.
Основное художественное образование получил в Чебоксарах, куда переехал сразу после окончания школы в 1968 году и где поступил на художественно-графический факультет Чувашского государственного педагогического института им. И. Я. Яковлева. Во время дипломной практики был командирован в Вильнюсский художественный институт, где имел возможность получить ряд практических советов и навыки работы в области витража у известного мастера, народного мастера Литвы А. Стошкуса. В 1973 году окончил институт и был оставлен на кафедре для исполнения витражей в актовом зале факультета. Вскоре был призван на службу в армию, а по возвращении из армии поступил художником на завод «Чувашкабель».
С 1974 года временно и с 1976 года постоянно работал в Чувашском отделении Художественного фонда РСФСР.
На протяжении 26 лет деятельности Гришаев принимал активное участие в творческой жизни республики и в общественной жизни города, много лет был членом художественного Совета городского рекламно-художественного комбината, с 1991 по 1996 годы являлся членом правления Союза художников Чувашии и председателем молодёжного объединения, был членом художественного Совета Фонда и городского Совета.
С 1975 года являлся постоянным участником зональных, республиканских, всероссийских и международных выставок.
Гришаевым создан ряд серьёзных монументальных работ, которые и ныне украшают разные здания столицы Чувашии: витражи во Дворце бракосочетания, здании городской мэрии, Кукольном театре, Дворце детского и юношеского творчества, росписи в институте гуманитарных наук, конференц-зале ЦНТИ, кафе «Эллада», а также мозаики «Спорт», «Ритмы стройки» и другие.
Талант художника проявился и в графике, и в живописи. Гришаев любил экспериментировать с разными техниками и материалами. Часть его работ находится в собрании Чувашского государственного художественного музея.
Последние годы жизни Гришаев преподавал композицию в Чебоксарском художественном училище. В 1998 году для своих студентов Гришаев подготовил практикум по станковой композиции, который не успел опубликовать.
Художник умер и похоронен в Чебоксарах в возрасте 48 лет.

## Участие в выставках
- 1979 — Зональная выставка «Большая Волга» — Казань
- 1980 — Выставка художников Чувашии в Дни декады искусств — Москва
- 1981 — Выставка художников Чувашии — Уфа
- 1983 — Всероссийская выставка «По родной стране» — Красноярск
- 1983 — Международный конкурс плаката, посвященный 30-летию штурма казарм «Монкада» — Куба
- 1984 — Персональная выставка графики — Чебоксары
- 1985 — Зональная выставка «Большая Волга» — Чебоксары
- 1986 — Персональная (отчётная — по Байкалу) выставка графики — Чебоксары
- 1991 — Персональная выставка, посвящённая 40-летию художника — Чебоксары
- 1989 — Выставка автономных республик — Москва, Манеж
- 1995 — Выставка работ чувашских художников — Гамбург
- 1996 — Персональная выставка в резиденции Президента Чувашской Республики — Чебоксары
- 1998 — Региональная художественная выставка — Нижний Новгород

## Признание
- 1990 год — занесён на доску почёта Московского района города Чебоксары за плодотворную работу в развитии и пропаганде чувашского изобразительного искусства.
- 1994 год — за архитектурно-художественное решение интерьеров Дворца бракосочетания в составе авторского коллектива с архитекторами Т. В. Ижановой и М. Т. Сусловым был представлен правлением Союза художников и правлением Союза архитекторов к участию в конкурсе на соискание Государственной премии Чувашской Республики.
- 1996 год — получил благодарность от Президента Чувашской Республики Н. Фёдорова за организацию выставки в резиденции Президента.